# Беларский, Сидор
Сидор Беларский (идиш סידאָר בעלאַרסקי‎, англ. Sidor Belarsky, настоящее имя Израиль (Исидор) Моисеевич Ли́вшиц; 12 февраля 1898, Крыжополь, ныне Винницкая область — 7 июня 1975) — американский оперный певец (бас) и исполнитель песен на идише.

## Биография
Окончил Ленинградскую консерваторию, в 1930 уехал в США по приглашению Франклина Харриса, ректора Университета Бригама Янга, который ранее в том же году присутствовал в СССР на его концерте. Беларский до конца жизни преподавал в данном университете, в академии «Герцлия» в Нью-Йорке. Пел в оперных театрах Нью-Йорка, Чикаго, Лос-Анджелеса, Сан-Франциско.
Запись песни «Слёзы мельника» (дэм милнерс трэрн) на идише на слова М. М. Варшавского звучит в фильме братьев Коэнов «Серьёзный человек». Эта песня является воспоминанием о вынужденном переселении многих евреев из деревень царской России.

## Дискография
- Forward 70th Anniversary: Sidor Belarsky Sings of the Hopes and Dreams of the East Side, Лазарь Вайнер, пианино. Artistic Enterprises, Inc. (1967).